# Lino Capolicchio

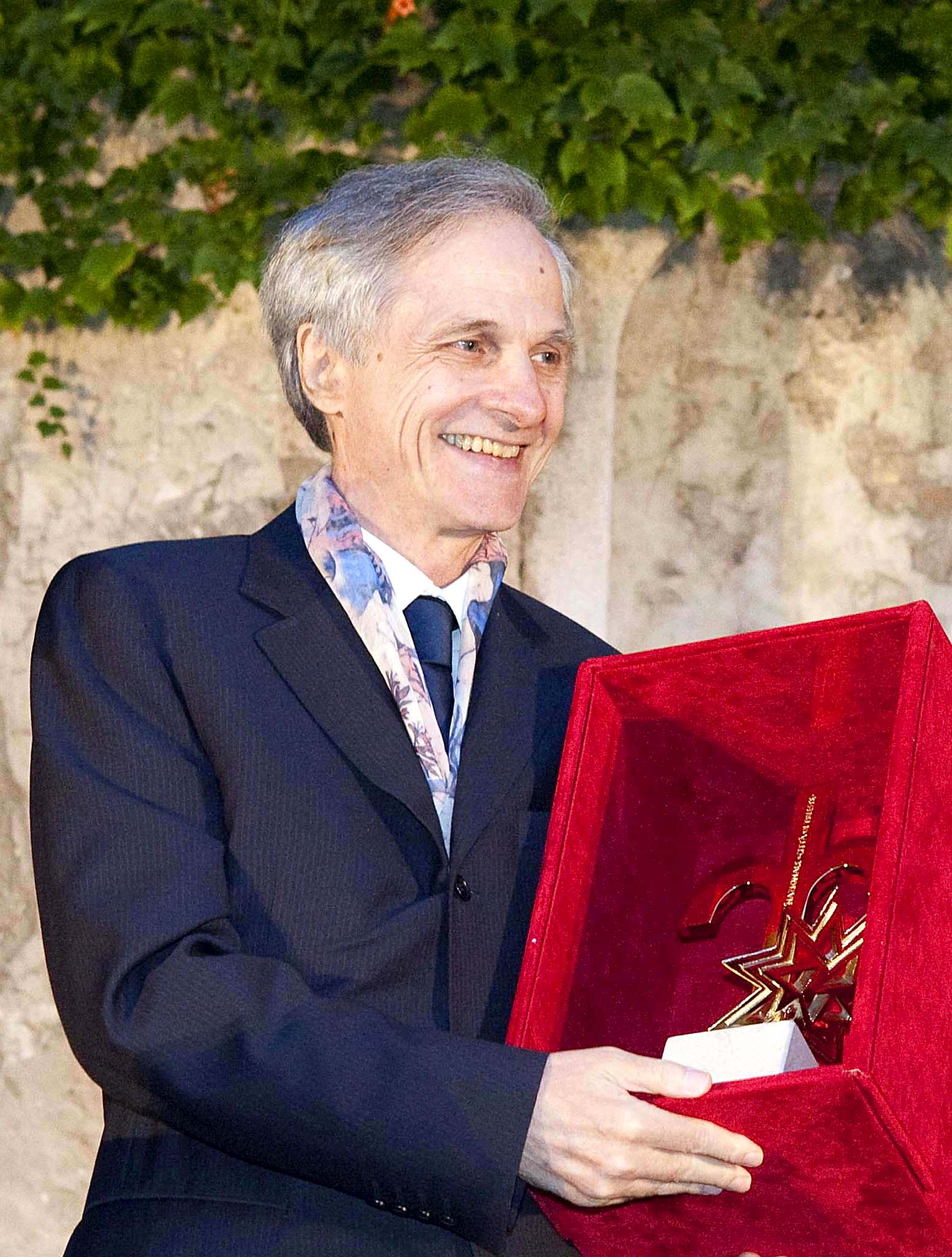
Lino Capolicchio (2009)

Lino Capolicchio (eigentlich Angelo Capolicchio, * 21. August 1943 in Meran; † 3. Mai 2022 in Rom) war ein italienischer Schauspieler.

## Leben
Capolicchio studierte Schauspiel an der Accademia d’Arte Drammatica und war gleich nach seinen Anfängen Mitte der 1960er Jahre in mehreren Betätigungsfeldern aktiv: Auf der Bühne debütierte er unter Giorgio Strehler im Piccolo Teatro di Milano und feierte einen ersten großen Erfolg neben Tino Buazzelli und Raf Vallone in Blick von der Brücke; im Fernsehen war er in einer Version des Grafen von Monte Christo 1966 zu sehen und im Film in Franco Zeffirellis Version von Shakespeares Der Widerspenstigen Zähmung aus dem folgenden Jahr.
Danach spielte er in einer Reihe von Filmen, deren Inhalte und Formen deutlich die Haltungen der damaligen Zeit widerspiegeln. Mit Vittorio de Sicas Der Garten der Finzi Contini erneuerte er seinen Ruf bei Kritik und Publikum als vielversprechender junger Schauspieler. Seine folgenden Kinoarbeiten konnten diesen Ruf zunächst nicht rechtfertigen; dann wandte sich Capolicchio Mitte der 1970er Jahre dem Genrefilm zu, auch dadurch begann eine langjährige Zusammenarbeit mit Pupi Avati mit dem Erfolg des düsteren Thrillers Das Haus der lachenden Fenster. Seit den 1980er Jahren wurden die Filmrollen seltener; er arbeitete verstärkt für das Fernsehen und hauptsächlich für das Theater.
Zweimal führte Capolicchio nach eigenem Buch selbst Regie; diese Werke jedoch hinterließen keine großen Spuren.
Capolicchio wurde 1971 mit einem Spezial-David di Donatello und 2009 mit dem Theaterpreis Alabardo d’oro ausgezeichnet.

## Filmografie (Auswahl)
- 1967: Der Widerspenstigen Zähmung (La bisbetica domata)
- 1968: Escalation
- 1969: Metti, una sera a cena
- 1970: Der Garten der Finzi Contini (Il giardino dei Finzi-Contini)
- 1974: Mussolini – Die letzten Tage (Mussolini – Ultimo atto)
- 1976: Das Haus der lachenden Fenster (La casa dalle finestre che ridono)
- 1976: Killer der Apokalypse (La legge violenta della squadra anticrimine)
- 1978: Blutiger Schatten (Solamente nero)
- 1978: Jazz Band (Fernseh-Miniserie)
- 1980: Omar Mukhtar – Löwe der Wüste (Lion of the Desert)
- 1982: Giuseppe Verdi – Eine italienische Legende (Verdi)
- 1984: Wir drei (Noi tre)
- 1986: Die Walsche (Fernsehfilm)
- 1987: In letzter Minute (L’ultimo minuto)
- 1990: Gefangen im Spinnennetz (La ragnatela) (Fernseh-Mehrteiler)
- 1992: Fiorile
- 1993: Karl der Große (Charlemagne, le prince à cheval) (Fernsehfilm)
- 1996: Die Reisegefährtin (Compagna di viaggio)
- 2000: Ein unmögliches Verbrechen (Un delitto impossibile)
- 2010: Una sconfinata giovinezza

### Regisseur
- 1995: Pugili
- 2002: Il diario di Matilde Manzoni